# 龙威 (足球运动员)
龙威（1995年1月22日—），湖北武汉人，中国足球运动员，司职中场，目前效力于中超球队河南建业。

## 俱乐部生涯
2014年，龙威开始其职业生涯于中甲球队武汉卓尔。，职业生涯第一次正式比赛是2014年6月14日日武汉对阵延边长白虎。
2016年7月13日，龙威加盟中超球队河南建业足球俱乐部。，并在2016年7月16日对阵重庆力帆时第一次代表河南建业队上场。